# Bambusa amahussana
Bambusa amahussana là một loài thực vật có hoa trong họ Hòa thảo. Loài này được Lindl. mô tả khoa học đầu tiên năm 1835.